# ТАРС
Інформаційне агентство Росії «ТАРС» (рос. Информационное агентство России «ТАСС») — основна державна пропагандистська інформаційна аґенція Росії, колишня державна радянська аґенція.

## Історія
- Санкт-Петербурзьке телеграфне агентство (СПТА), 1904—1914
- Петроградське телеграфне агентство (ПТА), 1914—1918
- Російське телеграфне агентство (РОСТА), 1918—1925
- Телеграфне агентство Радянського Союзу (ТАРС), 1925—1992
- Інформаційне телеграфне агентство Росії (ІТАР-ТАРС), 1992—2014
- Інформаційне агентство Росії «ТАРС», з 1 жовтня 2014

## Телеграфне агентство СРСР
Телеграфне агентство СРСР було створене 10 липня 1925 року постановою Президії Центрального виконавчого комітету та Ради народних комісарів СРСР на базі Російського Телеграфного агентства. ТАРС володіло виключним правом на розповсюдження інформації про події за межами СРСР. Інформаційні агенції союзних республік (РАТАУ, БелТА, УзТАГ, КазТАГ, Грузінформ, Азерінформ, ЕльТА, АТЕМ, Латінформ, КірТАГ, ТаджикТА, Арменпрес, Туркменінформ, ЕТА) організаційно входили до складу ТАРС.

### Кадри
Під час «холодної війни» більшість закордонних кореспондентів ТАРС були як правило офіцерами зовнішньої розвідки КДБ, які шпигували «під прикриттям» журналістських посад представництв ТАРС за кордоном.

## Російська Федерація
На основі ТАРС у січні 1992 було створено телеграфне агентство Росії (ІТАР-ТАРС).
Після початку російської збройної агресії проти України та по ходу путінської реставрації СРСР аґенції була повернута стара радянська назва ТАСС.

## Фальсифікації, перекручення
Багаторазово звинувачений у корупції президент ФІФА Йозеф Блаттер, який з 25 вересня 2015 знаходиться під кримінальним провадженням з боку швейцарської прокуратури, а також тимчасово відсторонений від влади Комісією з етики ФІФА, зробив сенсаційне визнання у вигляді інтерв'ю агентству ТАСС 28 жовтня 2015. Одночасно було опубліковане інтерв'ю Блаттера аналогічного змісту, яке він дав британському часопису Financial Times В обох інтерв'ю Йозеф Блаттер визнав, що надання прав Чемпіонату світу з футболу 2018 Росії стало результатом внутрішньої таємної домовленості верхівки ФІФА.
Але ТАСС перекрутила цитату Блаттера, переклавши фразу «внутрішня домовленість» як «внутреннее убеждение», що дозволило міністру спорту і голові Російського футбольного союзу Віталію Мутко та іншим державно-футбольним функціонерам далі всіляко перекручувати («вільно інтерпретувати») сенс та зміст цитати Блаттера на користь замішаного в цій кримінальній справі російського державного та спортивного керівництва.

## Виноски
1. ↑  У Путіна відмовились коментувати удар по російському фрегату в Чорному морі. www.unian.ua (укр.). Процитовано 6 травня 2022.
2. ↑  Путин вернул ИТАР-ТАССу старое название: «Телеграфное агентство Советского Союза»
3. ↑  ТАСС: Йозеф Блаттер: скандал в ФИФА спровоцировал Мишель Платини [Архівовано 30 жовтня 2015 у Wayback Machine.].(рос.) 28.10.2015
4. ↑  The Financial Times: Malcolm Moore. Lunch with the FT: Sepp Blatter.(англ.) 30.10.2015
5. ↑  Бі-бі-сі: Блаттер: о проведении ЧМ-2018 в России договорились заранее.(рос.) 28.10.2015
6. ↑  Грани.ру: Я знаю, как перевести.(рос.) 30.10.2015